# Ніна де Каллі
«Ніна де Каллі» (фр. Nina de Callais) — жіночий портрет французького художника Едуара Мане 1873 року.

## Невдоволення оточенням
Невдоволення суспільними умовами і оточенням —  характерна риса ідейно-художньої течії романтизму, котра перепліталася у Франції з військовими авантюрами Наполеона І Бонапарта, розвалом його імперії, відновленням монархії і її скорим падінням, пристрасними пошуками виходу з політичної і ідеологічної кризи і важкості знайти вихід.
Але кризові процеси в політичному житті Франції не вщухали і розтяглися майже на все дев'ятнадцяте століття.
Невдоволення сучасниками й сучасним обмеженим та дріб'язковим суспільством не вщухало і в роки життя Едуара Мане (1832–1883). Він важко виборював кожний важливий етап власного дорослішання — художню освіту (батько був проти кар'єри художника), шлюб з улюбленою жінкою (батьки вважали його стосунки з Сусанною неприпустимим мезальянсом), економічну незалежність (він стане економічно незалежним лише у віці тридцять один рік) Всі негаразди приватного стану Едуара Мане підсилювались невизнанням його здібностей як художника та кампанія ганьби в паризьких газетах, котра не припинялась роками.

## Опис твору і трагедія порожнього життя
«Скільки парижан залишаються провінціалами і самі про це не підозрюють». Огюст Ренуар.
Пані Ніна була знайомою художника. Її справжнє ім'я — Марі-Анн Ґайар. Порожнечу власного існування пані заповнювала модою, примхами, чергою шлюбів з різними чоловіками і алкоголем. Аби додати собі привабливості, називала себе Ніною. Вона і запам'яталась сучасникам і дослідникам як Ніна де Каллі, що було прізвищем її чергового і недовгого за терміном чоловіка, Гектора де Каллі, журналіста у виданні «Фігаро» і другорядного письменника. Запам'яталась Ніна де Каллі і примхами, нервовою нестабільністю, змінами веселощів на періоди депресії і навпаки.
Вона замовила власний портрет Едуару Мане. Портрет мав прикрасити її салон, котрий утримувала пані в Парижі, і подавати її розкутою і ефектною. Вона позувала художникові в чорній сукні і жакеті з візерунками, які вважала алжирськими за походженням. 
Пані розташувалась на канапі на тлі килима. Килим рясно прикрашений японськими віялами. . Численні віяла не були в картині символами прагненнь глибше пізнати східну культуру. Віяла і японщина присутні і в деяких інших портретах Едуара Мане — вони є в портреті акторки Нана (Кунстхалле, Гамбург), в портреті Малларме (Музей д'Орсе, Париж). Японщина і книги в портреті письменника Еміля Золя — ознака широкого кола інтересів літератора. В портреті пані де Каллі — це тільки черговий модний аксесуар.